# Megachile saulcyi
Megachile saulcyi är en biart som beskrevs av Guérin-Méneville 1845. Megachile saulcyi ingår i släktet tapetserarbin, och familjen buksamlarbin. Inga underarter finns listade i Catalogue of Life.